# Mominsko, Plovdiv
Mominsko (în bulgară Моминско) este un sat în comuna Sadovo, regiunea Plovdiv,  Bulgaria. 

## Demografie
Componența etnică a satului Mominsko
     Bulgari (41,82%)
     Turci (55,84%)
     Nicio identificare (2,33%)
     Altele (0%)
La recensământul din 2011, populația satului Mominsko era de 428 locuitori. Din punct de vedere etnic, majoritatea locuitorilor (55,84%) erau turci, cu o minoritate de bulgari (41,82%). Pentru 2,33% din locuitori nu este cunoscută apartenența etnică.